# Codex Theodosianus

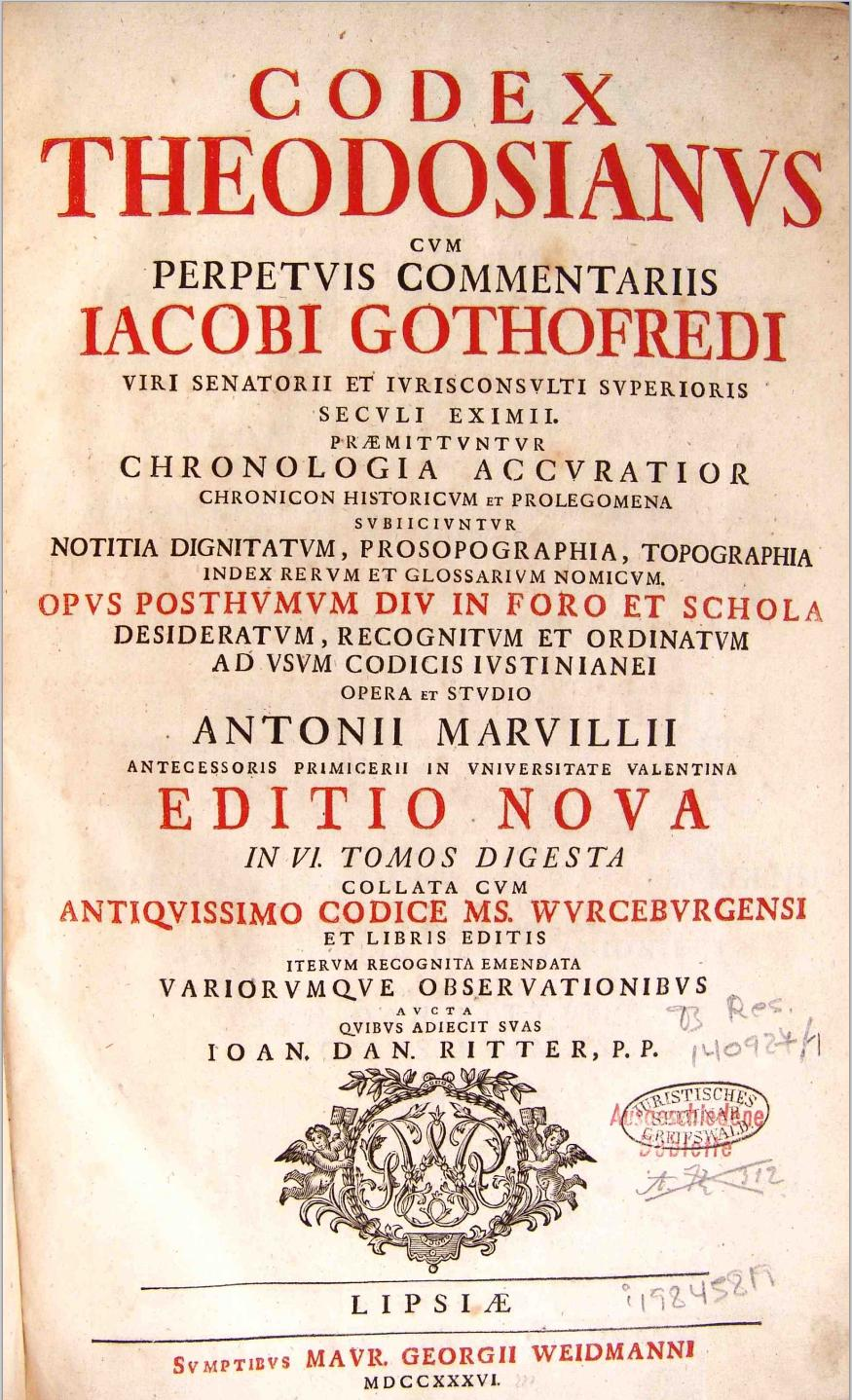
Codex Theodosianus

Codex Theodosianus (Theodosiův kodex) je sbírka zákonů z doby pozdní antiky. V roce 438 jej vydal východořímský císař Theodosius II., formálně za spoluvlády tehdy jedenáctiletého západořímského císaře Valentiniana III. Jedná se o důležitou oficiální kodifikaci veškerého tehdy platného práva (vůbec první od Zákona dvanácti desek z 5. stol. př. n. l.), zahrnující zejména všechna císařská nařízení vydaná od roku 312.
Kodex má 16 knih skládajících se z tzv. titulů, jež chronologicky uvádějí císařské konstituce od císaře Konstantina Velikého až po samotného Theodosia. Ač obsahuje mnoho nepřesností, pro následující vývoj práva v západní Evropě měla sbírka nesmírný význam, neboť zůstala v platnosti i po pádu Západořímské říše jako "národní" osobní právo Římanů obývajících následně vzniklé nové germánské státy a platila též až do 11. století pro katolickou církev. Jednalo se také o důležitý zdroj pro pozdější Justiniánovu kodifikaci Corpus iuris civilis.